# John Henry Smyth
John Henry Smyth (20 mars 1780 - 20 octobre 1822) est un député whig de l'Université de Cambridge du 9 juin 1812 jusqu'à sa mort.

## Jeunesse et éducation
Smyth fait ses études au Collège d'Eton, puis au Trinity College de Cambridge, où il étudie les classiques et le Middle Temple.
Smyth hérite Heath Hall, Wakefield, Yorkshire de son père John Smyth (1748–1811), député de Pontefract de 1783 à 1807. Sa mère est Lady Georgiana, fille aînée d'Augustus FitzRoy (3e duc de Grafton).
John Henry épouse Sarah Caroline Ibbetson, fille d'Henry, le 5 juillet 1810, mais elle meurt l'année suivante le 29 mai à l'âge de 25 ans seulement,. Trois ans plus tard, le 18 avril 1814, il se remarie avec sa cousine Lady Elizabeth Anne FitzRoy, fille de son oncle, George FitzRoy (4e duc de Grafton). Ils ont deux fils et quatre filles : son fils aîné est John George Smyth, un député conservateur de la ville de York (1847-1865) tandis que son deuxième fils, Henry Smyth, est un officier de l'armée et le grand-père de John George Smyth, récipiendaire de la Croix de Victoria. Il est le père d'Elizabeth Sarah, Louisa Georgiana, Maria Isabella et Frances.
Il est enterré dans le même caveau que sa première épouse Sarah, dans l'église de la paroisse de St. Peter à Warmfield à Kirkthorp, où ils se sont mariés.

## Carrière
Avant d'être élu au Parlement, Smyth est sous-secrétaire d'État pour le ministère de l'Intérieur dans le gouvernement de Pitt à la demande de son père, de juillet 1804 à février 1806,. Son père cherche à le faire élire au Parlement à partir de 1802. Il se présente aux élections dans la circonscription de l'Université de Cambridge en 1811 lorsque son oncle quitte son siège en rejoignant les Lords, mais il perd contre Henry Temple, Lord Palmerston. Bien qu'il ait servi Pitt et que son père soit conservateur, le jeune Smyth devient whig à l'université et siège pour ce parti lorsqu'il est finalement élu sans opposition l'année suivante pour l'autre siège de l'Université de Cambridge. En tant que député à partir de 1812, il soutient la réduction des dépenses militaires, la réduction des impôts et la fin de la traite des esclaves, et il rejoint le comité des finances en 1819,. Il est malade lors de son dernier mandat et vit à Hastings pendant plusieurs mois dans l'espoir de recouvrer sa santé, mais il y meurt en octobre 1822.
Il est capitaine de la yeomanry du sud-ouest du Yorkshire, et gouverneur de la Wakefield Grammar School à partir de 1811.